# Bernhard Paludanus
Bernhard (ou Bernardus) Paludanus, né Berend ten Broecke en 1550 et mort en 1633, est un médecin et collectionneur néerlandais.

## Biographie
Il voyage plusieurs années en Europe, étudie la médecine à Padoue et s’installe en 1581 à Enkhuizen. Il est invité à créer le premier jardin botanique de l’université de Leyde mais Paludanus décline cette offre et c’est Charles de l'Écluse (1525-1609) qui fonde et dirige le jardin en 1592. Il vend sa première collection constituée d’objets récoltés durant ses voyages au duc Frédéric Ier de Wurtemberg (1557-1608) en 1603-1604. Quelques années plus tard, il commence à rassembler un deuxième cabinet de curiosités dont l’inventaire est publié par Paludanus. Sa collection, rassemblant des objets d’Asie et d’Amérique tant naturels que des artefacts, inspire notamment Ole Worm (1588-1654). Elle sera vendue après sa mort à Frédéric III de Holstein-Gottorp (1597-1659) pour son Kunstkammer de Copenhague.
Il a voyagé à Londres en 1592, et en Allemagne au cours de l'année 1597, où il a notamment été l'hôte du duc Henri-Jules de Brunswick-Wolfenbüttel et du landgrave Maurice de Hesse-Cassel.
Il est l'éditeur du journal de voyage de son ami Linschoten (1596), comme lui bourgeois d'Enkhuizen. Tous deux faisaient d'ailleurs partie du cercle d'amis du cartographe et explorateur Waghenaer.